# كينيث دانيال
كينيث دانيال هو فلاح وسياسي كندي، ولد في 31 أغسطس 1892 في إنجرسول في كندا، وتوفي في 23 سبتمبر 1965. حزبياً، نشط في الحزب الكندي التقدمي المحافظ. وقد انتخب عضو مجلس العموم الكندي.